# Европско првенство у атлетици на отвореном 1962 — штафета 4 x 400 метара за мушкарце
Трка штафета 4 х 400 метара у мушкој конкуренцији на 7. Европском првенству у атлетици 1962. одржано је 16. септембра у Београду на стадиону ЈНА.
Титулу освојену у Стокхолму 1958, бранила је штафета Уједињеног Краљевства.

## Земље учеснице
Учествовало је 12 штафета са 48 такмичара. 
1. Италија (4)
2. Југославија (4)
3. Немачка (4)
4. Пољска (4)
5. СССР (4)
6. Турска (4)
7. Уједињено Краљевство (4)
8. Финска (4)
9. Француска (4)
10. Чехословачка (4)
11. Швајцарска (4)
12. Шведска (4)

## Рекорди
| Рекорди пре почетка Европског првенства 1962.     | Рекорди пре почетка Европског првенства 1962. | Рекорди пре почетка Европског првенства 1962.                      | Рекорди пре почетка Европског првенства 1962. | Рекорди пре почетка Европског првенства 1962. | Рекорди пре почетка Европског првенства 1962. |
| ------------------------------------------------- | --------------------------------------------- | ------------------------------------------------------------------ | --------------------------------------------- | --------------------------------------------- | --------------------------------------------- |
| Светски рекорд                                    | Сједињене Државе                              | Jack Yerman, Earl Young, Glenn Davis, Otis Davis                   | 3:02,2                                        | Рим, Италија                                  | 8. септембар 1960.                            |
| Европски рекорд                                   | Немачка                                       | Манфред Киндер, Ханс-Јоахим Реске, Johannes Kaiser, Карл Кауфман   | 3:02,7                                        | Рим, Италија                                  | 8. септембар 1960.                            |
| Рекорди европских првенстава                      | Велика Британија                              | Тед Сампсон, John MacIsaac, John Wrighton, Џон Салисбури           | 3:07,9                                        | Стокхолм, Шведска                             | 24. август 1958.                              |
| Рекорди после завршетка Европског првенства 1962. |                                               |                                                                    |                                               |                                               |                                               |
| Рекорди европских првенстава                      | Немачка                                       | Јоханес Шмит, Вилхред Киндерман, Ханс-Јоахим Реске, Манфред Киндер | 3:05,8                                        | Београд, Југославија                          | 16. септембар 1962.                           |

## Сатница
| Датум         | Време | Коло          |
| ------------- | ----- | ------------- |
| 16. септембар | 16:55 | Квалификације |
| 16. септембар | 19,35 | Финале        |

## Резултати

### Квалификације
За 6 места у финалу квалификовале су се по три првопласиране штафете из обе квалификационе групе (КВ).
| Место | Група | Земља                | Атлетичари                                                             | Резултат | Белешка |
| ----- | ----- | -------------------- | ---------------------------------------------------------------------- | -------- | ------- |
| 1.    | 2     | Немачка              | Јоханес Шмит, Вилхред Киндерман, Ханс-Јоахим Реске, Манфред Киндер     | 3:08,8   | КВ      |
| 2.    | 2     | Француска            | Жан Бертози, Бернард Мартин, Jean-Pierre Boccardo, Germain Nelzy       | 3:09,2   | КВ      |
| 3.    | 1     | Уједињено Краљевство | Бари Џексон, Kenneth Wilcock, Adrian Metcalfe, Robbie Brightwell       | 3:09,4   | КВ      |
| 4.    | 2     | Швајцарска           | Бруно Галикер, Marius Theiler, Хансруди Брудер, Jean-Louis Descloux    | 3:09,7   | КВ      |
| 5.    | 1     | Италија              | Марио Фрасчини, Виторио Барберис, Gian Paolo Iraldo, Салваторе Морале  | 3:10,0   | КВ      |
| 6.    | 1     | Шведска              | Bo Althoff, Ronny Sunesson, Bengt-Göran Fernström, Ханс-Олаф Јохансон  | 3:10,2   | КВ      |
| 7.    | 2     | Пољска               | Анджеј Баденски, Станислав Сватовски, Ireneusz Kluczek, Јержи Ковалски | 3:10,2   |         |
| 8.    | 1     | СССР                 | Виктор Бичков, Валериј Булисјев, Вадим Архипчук, Василиј Анисимов      | 3:10,6   |         |
| 9.    | 1     | Југославија          | Срђан Савић, Милоје Грујић, Виктор Шнајдер, Мирослав Боснар            | 3:12,5   |         |
| 10.   | 2     | Финска               | Börje Strand, Pentti Rekola, Olavi Salonen, Јуси Ринтамекиi            | 3:13,8   |         |
| 11.   | 2     | Турска               | Gürkan Çevik, Фахир Озгуден, Ferruh Oygur, Muharrem Dalkılıç           | 3:21,3   |         |
|       | 1     | Чехословачка         | Јаромир Шлегр, Јан Касал, Јозеф Одложил, Јосеф Троусил                 | НЗ       |         |

### Финале
| Место | Земља                | Атлетичари                                                            | Резултат | Белешка |
| ----- | -------------------- | --------------------------------------------------------------------- | -------- | ------- |
|       | Немачка              | Јоханес Шмит, Вилхред Киндерман, Ханс-Јоахим Реске, Манфред Киндер    | 3:05,8   | РЕП     |
|       | Уједињено Краљевство | Бари Џексон, Kenneth Wilcock, Adrian Metcalfe, Robbie Brightwell      | 3:05,9   |         |
|       | Швајцарска           | Бруно Галикер, Marius Theiler, Хансруди Брудер, Jean-Louis Descloux   | 3:07,0   | НР      |
| 4.    | Шведска              | Bo Althoff, Ronny Sunesson, Bengt-Göran Fernström, Ханс-Олаф Јохансон | 3:07,7   | НР      |
| 5.    | Италија              | Марио Фрасчини, Виторио Барберис, Gian Paolo Iraldo, Салваторе Морале | 3:07,8   |         |
| 6.    | Француска            | Жан Бертози, Бернард Мартин, Jean-Pierre Boccardo, Germain Nelzy      | 3:08,9   |         |